# Connor Naismith
Connor James Naismith est un homme politique du Parti travailliste britannique qui est député de Crewe et Nantwich depuis 2024.
Il est élu avec 44,1% des voix sur un taux de participation de 60,2%.
Avant son élection au Parlement, Naismith est membre du conseil de Cheshire East (en), représentant le ward de Crewe West, élu pour la première fois en mai 2021 et réélu en 2023.